# بيتخا
بيتخا (بالعبرية: בִּטְחָה‏) هو موشاف في جنوب إسرائيل. يقع في شمال غربي النقب بالقرب من أوفاكيم، ويقع ضِمن نطاق مجلس مرحافيم الإقليمي. في 2019، بلغ عدد سكانه 777.